# Грейнджер, Перси
Джордж Пе́рси О́лдридж Гре́йнджер (англ. George Percy Aldridge Grainger; 1882—1961) — американский композитор и пианист австралийского происхождения, представитель Франкфуртской композиторской группы.

## Биография
Грейнджер уехал из Австралии в возрасте 13 лет для обучения в консерватории Хоха во Франкфурте. Между 1901 и 1914 годами он жил в Лондоне, где зарекомендовал себя сначала в качестве общественного пианиста, а затем как концертный исполнитель, композитор и собиратель оригинальных народных мелодий. В то время как его репутация росла, он встречался со многими из значительных фигур в европейской музыке, сформировал дружеские отношения с Фредериком Делиусом и Эдвардом Григом. Он стал адептом северной музыки и культуры. Свой энтузиазм он часто выражал в частных письмах в явно расистских и антисемитских выражениях.
В 1914 году Грейнджер переехал в Соединённые Штаты, где прожил до конца своей жизни, хотя и много путешествовал по Европе и Австралии. Он некоторое время[уточнить] служил в качестве оркестранта в армии США в течение 1917-18 годов и принял американское гражданство в 1918 году. После самоубийства своей матери в 1922 году он стал более активно участвовать в воспитательной работе. Он также экспериментировал с механической музыкой, которой надеялся заменить человеческую интерпретацию. В 1930 году он создал музей Грейнджера в Мельбурне, на своей родине, как памятник его жизни и творчеству и будущий архив исследований. В старости он продолжал давать концерты, а также пересматривал и изменял собственные композиции, в то время как нового сочинял мало. После Второй мировой войны болезни уменьшили его уровень активности, и он считал свою карьеру провалом. Он дал последний концерт в 1960 году, менее чем за год до смерти.
В ходе своей долгой и инновационной карьеры он играл видную роль в возрождении интереса к британской народной музыке в первые годы XX века. Он также сделал множество адаптаций работ других композиторов. Хотя большая часть его творений были экспериментальными и необычными, часть его наследия, с которой он больше всего ассоциируется, — это его фортепианное переложение народного танца, мелодия «Страна садов».
Похоронен на кладбище Вест-Террас.

## Произведения
- для оркестра (в том числе камерного):
  - Молли на берегу (1907)
  - Мок Моррис (1911)
  - Ирландские мелодии графства Дерри (Irish tunes from county Derry, обработка, 1911)
  - Колониальная песня (Colonial song, со 2 солистами, 1912)
- Сюиты:
  - Вкратце («В ореховой скорлупе»; In a nutshell, с фортепиано, 1905-16)
  - Датская народная песня (Danish folk-song, 1937)
  - Молодёжная (Youthful suite, 1899—1943)
  - Гимн урожая (Harvest Hymn, 1933)
- для духового оркестра:
  - Сила Рима и христианское сердце (The power of Rome and the Christian heart, 1919; обработка для деревянных и медных духовых — 1937, 2-я редакция — 1948)
  - Английский танец (English dance, с органом, 1925)
  - Две песни холма (Hillsongs, для 23 и для 24 соло-инструментов, 1902 и 1907)
- пьесы для военного оркестра
- камерно-инструментальные ансамбли (в том числе пьесы для фортепиано в 4 и в 6 рук)
- Хоры — Песня-марш демократии (Marching song of democracy, с органом и оркестром, 1916), хоры (с камерным ансамблем) на слова Редьярда Киплинга, с духовым оркестром, с фортепиано, а капелла, в том числе обработка народных песен
- песни